# Uwe Unterwalder
Uwe Unterwalder (nascido em 15 de julho de 1950) é um ex-ciclista olímpico alemão.
Durante sua carreira de ciclismo, Uwe participou de três edições dos Jogos Olímpicos. Em Munique 1972, junto com Thomas Huschke, Heinz Richter e Herbert Richter, ganhou a medalha de prata na perseguição por equipes e ganhou novamente em Moscou 1980, desta vez junto com Gerald Mortag, Matthias Wiegand e Volker Winkler. Em Montreal 1976, ficou em quarto lugar, também na mesma prova.